# متحف ريو غراندي دو سول للفنون

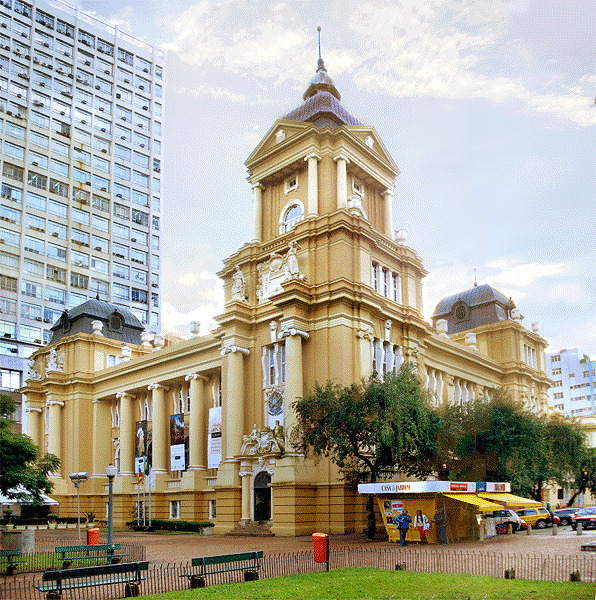
الواجهة الرئيسية للمتحف

متحف ريو غراندي دو سول للفنون (بالبرتغالية: Museu de Arte do Rio Grande do Sul Ado Malagoli - MARGS) هو متحف فني في ولاية ريو غراندي دو سول. يقع في وسط بورتو أليغري. يعد المبنى الانتقائي، والتراث الوطني، أحد أكثر المباني التاريخية شهرة في بورتو أليغري. يُنسب تصميمه عادةً إلى ثيودور فيدرسبان ، مهندس معماري ألماني برازيلي، على الرغم من أن المؤرخ المحلي والفنان فرناندو كورونا ينسبه إلى جيرمانو جوندلاخ.

## التاريخ
تم إنشاء المتحف رسميًا من قبل حكومة الولاية بموجب المرسوم 5065، في عام 1954، دون أي مقعد أو مجموعة. بعد ذلك بوقت قصير، دعا وزير الدولة للثقافة، خوسيه ماريانو دي فريتاس بيك، أبدو مالاغولي، الرسام الشهير المولود في ساو باولو والذي وصل لتوه إلى بورتو أليغري للتدريس في معهد الفنون الجميلة، لقيادة تنظيم وإنشاء المتحف.
بدأت مالاغولي في جمع بعض اللوحات الموزعة بين مؤسسات الدولة، وتم تزويدها بالأموال، واشترت قطعًا أخرى في ساو باولو، خاصة لنجوم الرسم البرازيلي وكذلك لبعض المؤلفين الأوروبيين، وفي ريو غراندي دو سول، من فنانين محليين معاصرين. تم افتتاح المتحف أخيرًا للجمهور في عام 1955، وتم تثبيته في بهو مسرح ساو بيدرو، حيث أظهر تلك المقتنيات الأولى، حوالي 120 قطعة. في الستينيات، انتقل المتحف إلى شقة في شارع سالغادو فيلهو، وفي عام 1978 إلى المبنى الحالي، والذي تم تكييفه لاستقبال الموظفين والمقتنيات. في هذا الوقت، توسعت المجموعة لتشمل أكثر من ألف عمل، تم التبرع بمعظمها، منذ توقف منح أموال الدولة بعد استقالة مالاغولي في عام 1959.
في التسعينيات، خضع المبنى لعملية ترميم وتجديد كبيرة لمعداته، وأصبح قادرًا على استقبال المعارض الدولية، مثل المفروشات من متحف أورسي، واللوحات من معرض أوفيزي ومتحف الفنون الجميلة، وقطع من الفن الزخرفي من القصر الصغير في فرنسا، وغيرها من المؤسسات الهامة.

## المجموعات
يضم متحف ريو غراندي دو سول للفنون حاليًا مجموعة تضم أكثر من 2600 قطعة من جميع أنواع الفنون البصرية تقريبًا. يتكون جوهر المجموعة من فن من ريو غراندي دو سول، حيث تحظى اللوحات والأعمال على الورق بأهمية خاصة. الفنانين المحليين رئيسيا في جمع و إيبيري كامارغو، بيدرو واينغارتنر، فاسكو برادو، جوز لوتزنبيرغر، كارلوس بيتروتشي، لويس دي ماريستاني ترياس، جواو فهريون، ادو مالاغولي، جلينيو بيانشيتي، كارلوس سكليار وليبيندو فييراس. هناك أيضًا مجموعة صغيرة ولكنها مثيرة للاهتمام من الفن البرازيلي، مع قطع من كانديدو بورتيناري، وإميليانو دي كافالكانتي، ولاسار سيغال، وآرثر تيموثيو دا كوستا، وأنطونيو باريراس وغيرهم، وبعض اللوحات الرائعة من أساتذة أوروبيين في نهاية القرن التاسع عشر.

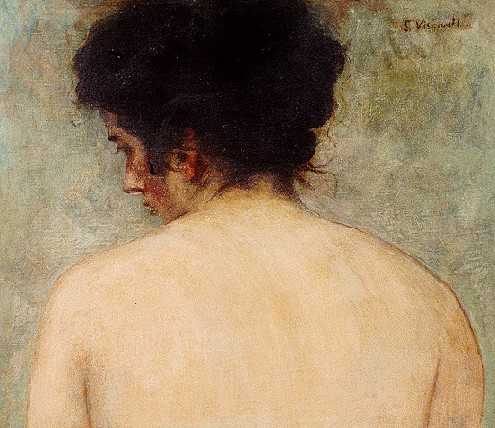
إليسيو فيسكونتي  [لغات أخرى]‏: دورسو دي مولهير (1895)
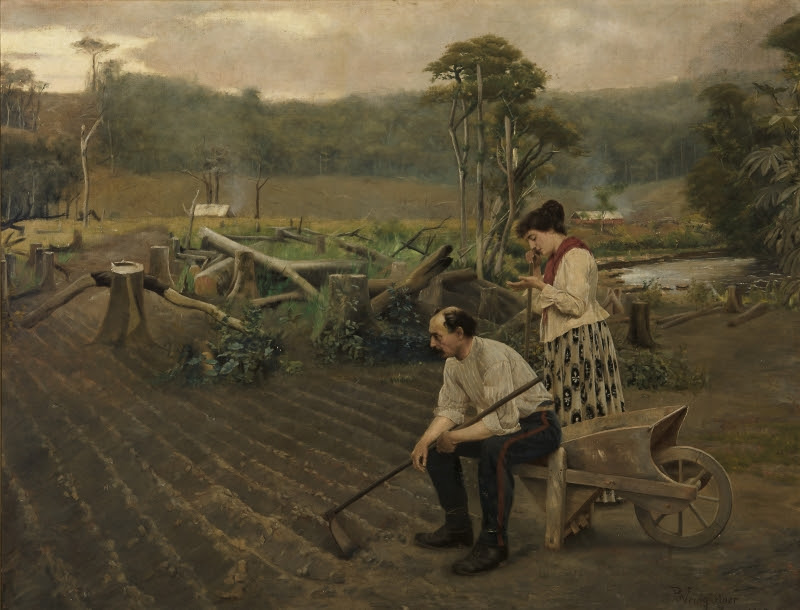
بيدرو وينغارتنر  [لغات أخرى]‏: Tempora mutantur (1898)
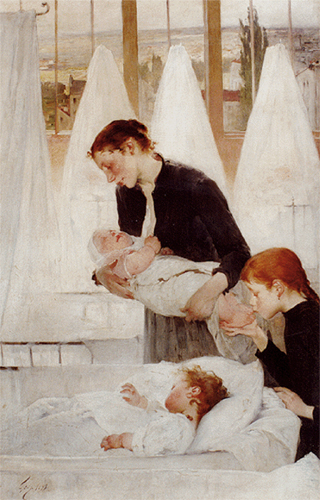
هنري جولز جان جوفروي: الحضانة (1899)
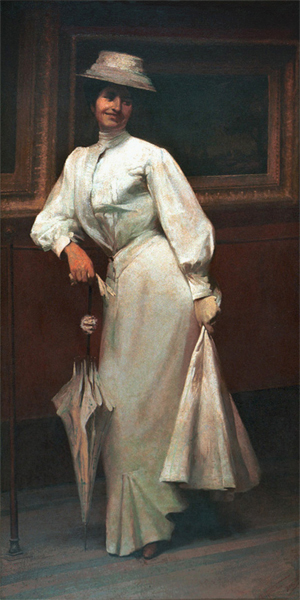
آرثر تيموثيو دا كوستا  [لغات أخرى]‏: سيدة باللون الأبيض (1906)
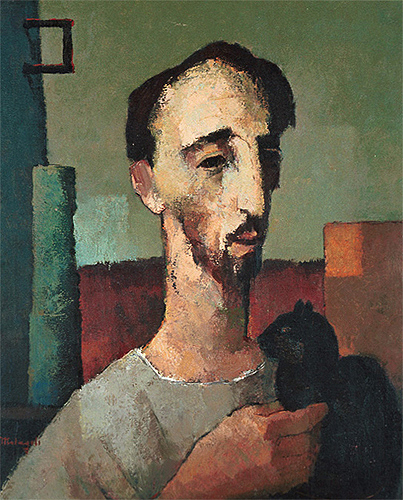
Ado Malagoli: القط الأسود (1954)
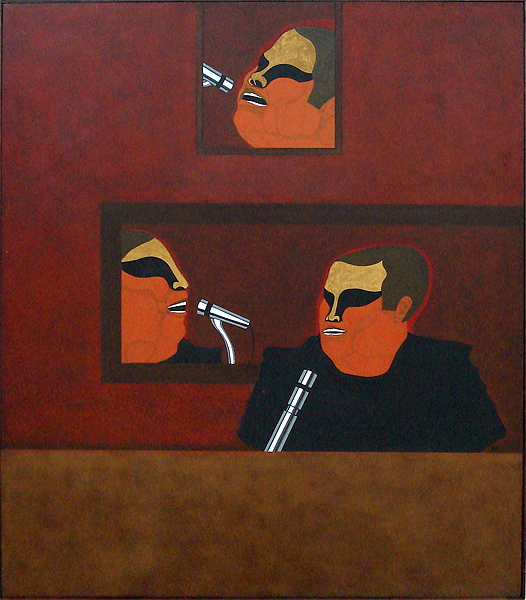
بريتو فيلهو: لوحة رقم 2 (1977)
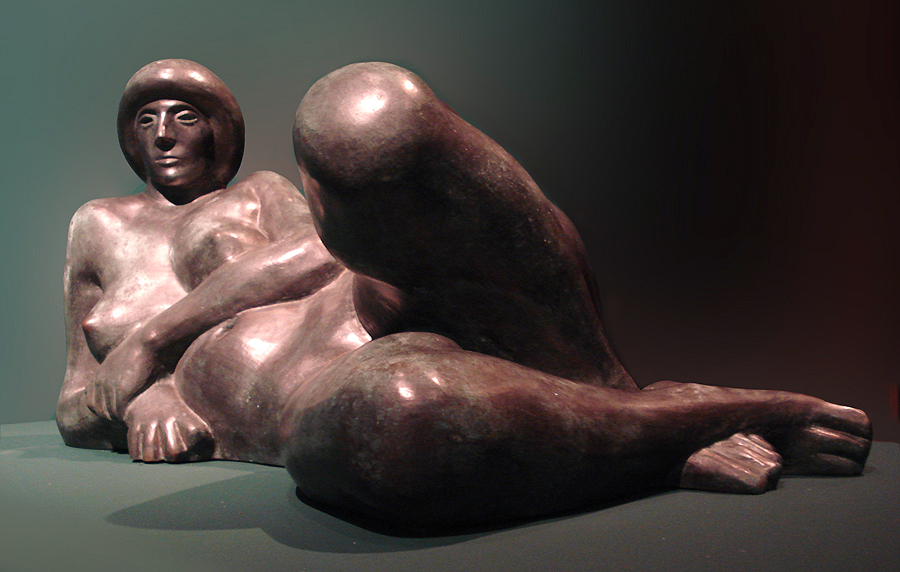
فاسكو برادو: موديل يستريح من البرونز (1988)

## روابط خارجية
- الموقع الرسمي (بالبرتغالية)
- صور ونص من معرض MARGS Collection - Historic Evolution (بالبرتغالية) نسخة محفوظة 14 يوليو 2011 على موقع واي باك مشين.